# Achirus achirus
Achirus achirus là loài cá bơn nước lợ thuộc chi Achirus có nguồn gốc từ vùng biển Nam Mỹ, Vịnh Mexico và Biển Caribbean. Loài này cũng thường được con người nuôi làm cá cảnh.

## Sinh học
Achirus achirus, giống với hầu hết các loài cá dẹt khác, có cả hai mắt ở cùng một bên đầu khi trưởng thành. Nó có màu nâu với vây màu xanh lá cây và cơ thể (bao gồm cả vây) phủ các đốm đen. Nó có thể trưởng thành và đạt chiều dài 37 cm (mặc dù chiều dài trung bình chỉ khoảng 30 cm) và từng được ghi nhận có cân nặng đạt đến 1 kg. Loài cá này là động vật chuyên ăn thịt và thức ăn của nó bao gồm các loài cá có vây nhỏ hơn và động vật giáp xác sống trong trầm tích.

## Môi trường sống
Loài cá dẹt này sống dưới đáy các con sông nước lợ và nước ngọt và cửa sông quanh Vịnh Mexico và dọc theo bờ biển Nam Mỹ. Nó thường sống ở vùng nước nông, ở những khu vực có độ sâu khoảng 1-20 mét. Chúng cũng là loài loài cá di cư, với các kiểu di cư không giống với một số loài cá hồi.

## Làm cảnh
Achirus achirus đôi khi được dùng làm cá cảnh. Dù đôi khi được quảng cáo là một loài cá nước ngọt và có khả năng sống sót trong nước ngọt, trong thực tế, loài này thường đòi hỏi một lượng muối để duy trì trạng thái tốt nhất có thể. Nó đòi hỏi một bể chứa có thể tích ít nhất 100 gallon ở nhiệt độ 72-85 độ F, và nó thường hòa hợp với những con cá khác. Achirus achirus là loài ăn thịt, và dù không săn những con cá khác, loài này sống dựa trên nguồn thức ăn là giun hoặc cá nhỏ khoẻ mạnh.